# عبدالواحد خنجی
از نخستین سال‌های جوانی به ورزش کوهنوردی علاقه‌مند شد. در علاقه وی به علم جغرافیا، پدرش - محمدامین خنجی - بی تأثیر نبود. در دهه ۳۰ خورشیدی مدتی سردبیری مجله کوهنورد و کوهستان را بر عهده گرفت و مقالاتی دربارهٔ کوه‌های ایران از جمله دماوند از وی در این مجله به چاپ رسید. بعدها به خواست فدراسیون کوهنوردی به عنوان مربی به آموزش مبتدیان پرداخت.
در فاصله سال‌های ۱۳۳۹ تا ۱۳۴۱ مقالاتی را با عنوان فرهنگ کوه‌های ایران آغاز نمود که در مجله شکار و طبیعت منتشر شد.
در سالهای بعد وی به ترسیم نقشه‌های فراوانی از مناطق کوهستانی ایران از جمله کوه دماوند، دنا، تخت سلیمان و علم کوه، اشترانکوه و غیره پرداخت.
عبدالواحد خنجی در ۱۸ دی ۱۳۷۶ در تهران در گذشت.